# Chloronana explica
Chloronana explica är en insektsart som beskrevs av Delong och Freytag 1964. Chloronana explica ingår i släktet Chloronana och familjen dvärgstritar. Inga underarter finns listade i Catalogue of Life.